# 葉政
葉政（14世紀—1429年），字仲德，浙江嚴州府壽昌縣下溪邊六都人，明朝政治人物。

## 生平
葉政在永樂十二年（1414年）中舉人，次年（1415年）聯捷進士，獲授監察御史，之後調任高安知縣，在該處有惠政，於任內去世。

## 引用
1. 1 2  民國《壽昌縣志·卷八·人物志》：葉政，字仲德，六都人，永樂乙未進士，授監察御史，調高安知縣有惠政，卒於官。
2. ↑  民國《壽昌縣志·卷七·選舉志》：永樂十二年甲午科（舉人）……葉政 下溪邊人，以上二人同榜